# Скачки (платформа)
 Ска́чки  — остановочный пункт Октябрьской железной дороги в историческом районе Скачки города Красное Село на железнодорожной линии Санкт-Петербург — Гатчина-Балтийская.
Расположен на окраине микрорайона Скачки у берегов реки Дудергофки. Зала ожидания на платформе нет. На станции останавливаются все пригородные поезда.

## История
Платформа была построена в шестидесятых годах XIX века после учреждения в Красном Селе императорских конных скачек. Дату их учреждал сам император. Поезда на платформе останавливались только в дни проведения скачек. Также станция выводила к красносельской фабрике, история которой насчитывает более трёхсот лет. Сегодня вокруг станции в основном располагаются дачи.
В 1935 году через остановочный пункт прошла электрификация в составе участка Лигово - Красное Село. Напряжение в контактной сети тогда составляло 1,5 кВ постоянного тока. Контактная сеть после разрушений в результате боевых действий во время ВОВ была восстановлена к 1948 году, а в 1966 году этот участок был переведён на напряжение 3,3 кВ постоянного тока.

### Расписание
- Расписание пригородных поездов. Яндекс.Расписания.
- Расписание пригородных поездов на tutu.ru